# Zanaibach
Der Zanaibach ist ein rund 6 Kilometer langer linksufriger Nebenfluss der Tamina im Kanton St. Gallen.

## Name
Früher war der Bach als Vasturbach (oberer Teil) und Vaplonabach (unterer Teil) verzeichnet. Valplonabach wird heute ein Zufluss des Zanaibachs genannt.

## Verlauf
Der Bach fliesst vom Pizol durch das Mülitobel und mündet bei Valens in die Tamina.

## Bilder

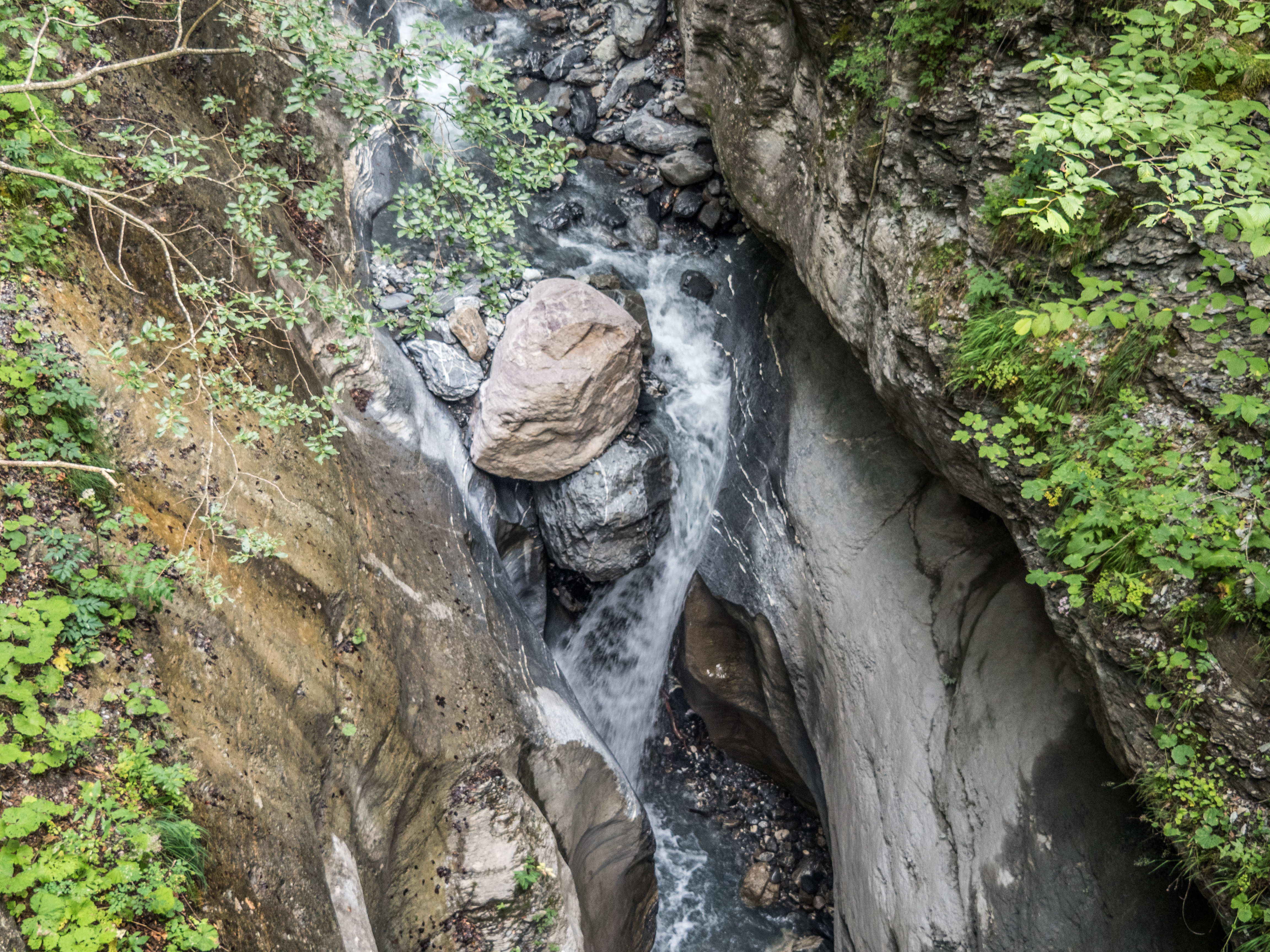
Wasserfall im Mülitobel
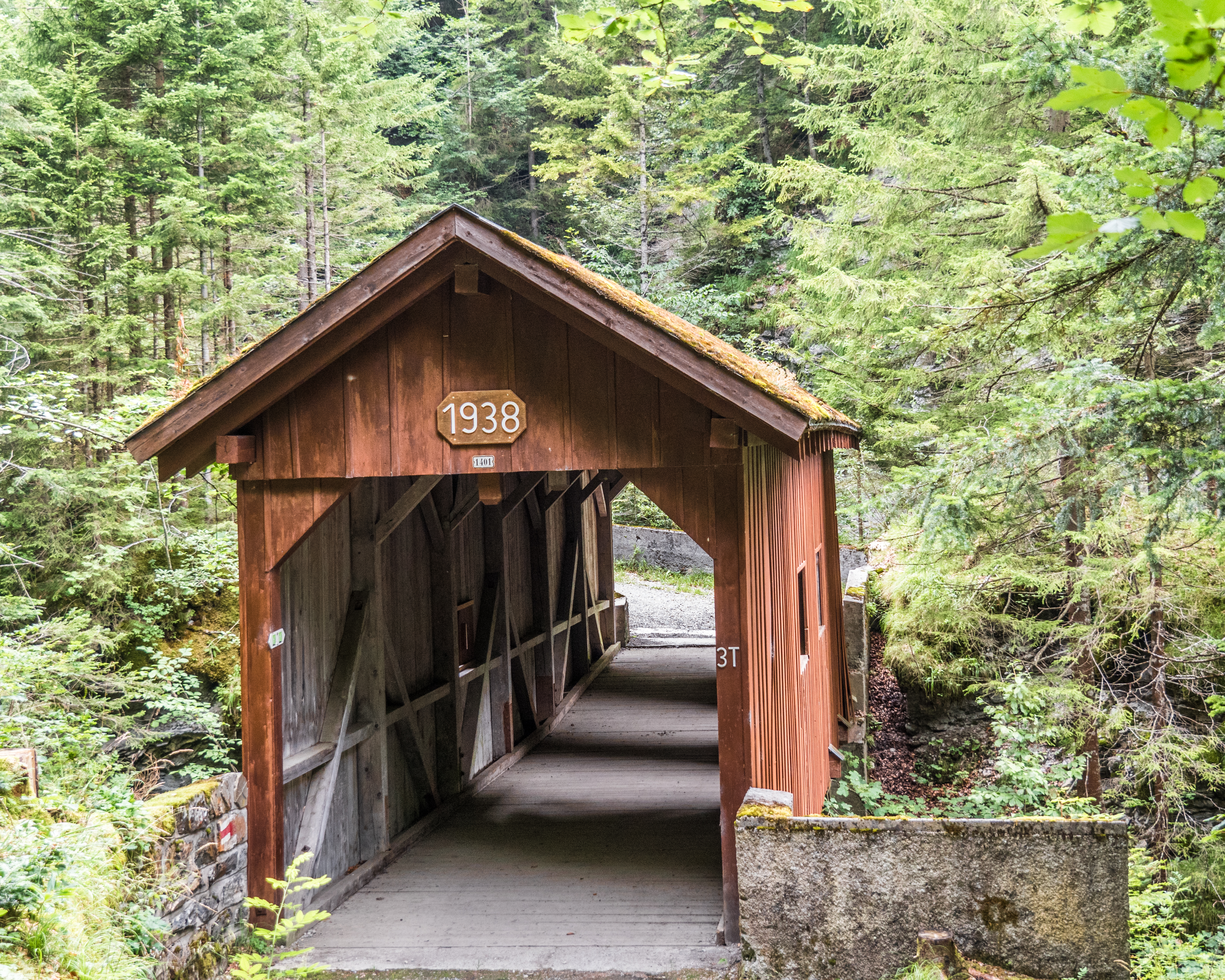
Tschennertobel-Brücke, gedeckte Holzbrücke von 1938
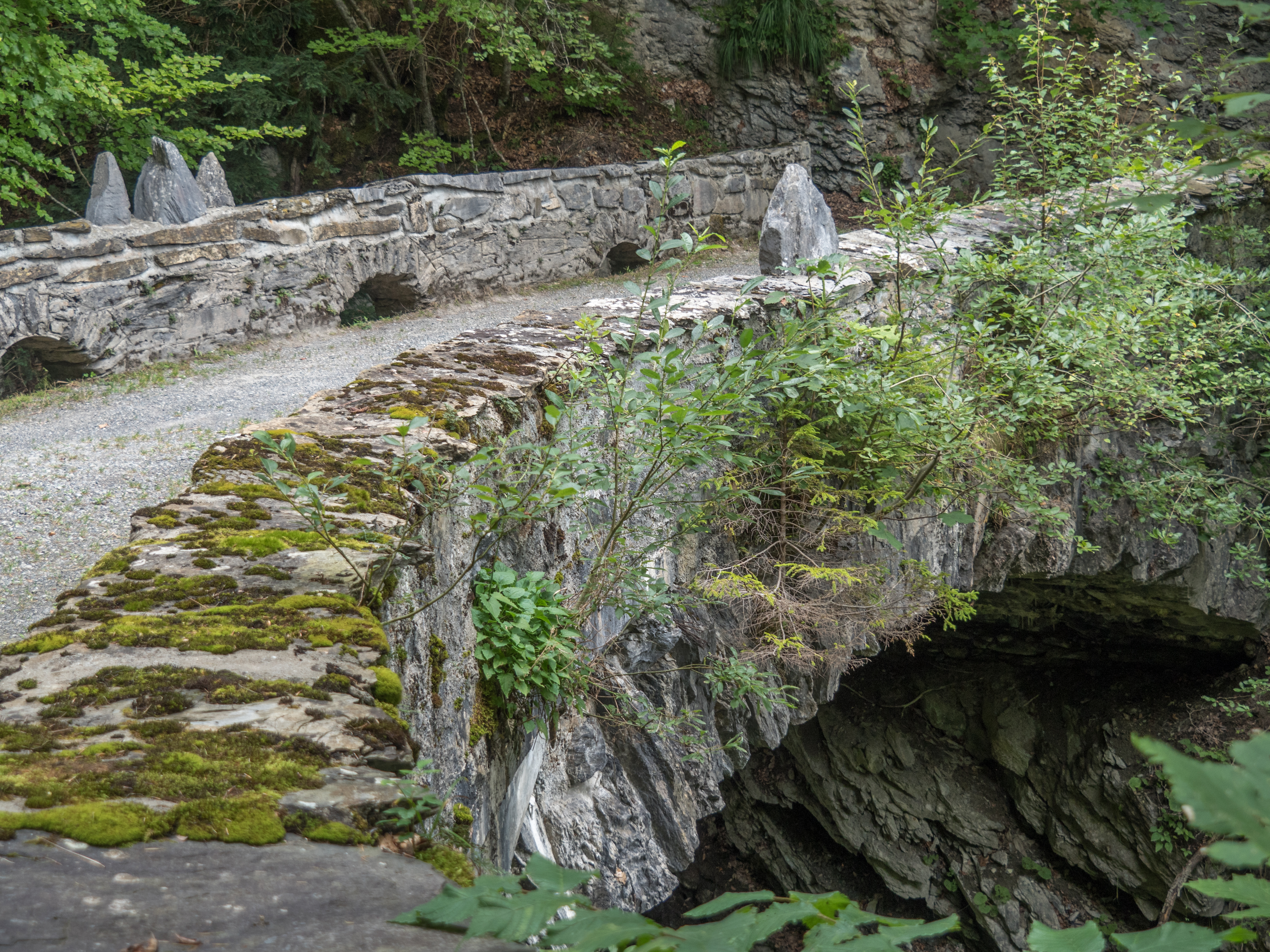
Alte Tschennerbrücke, Steinbogenbrücke von 1904
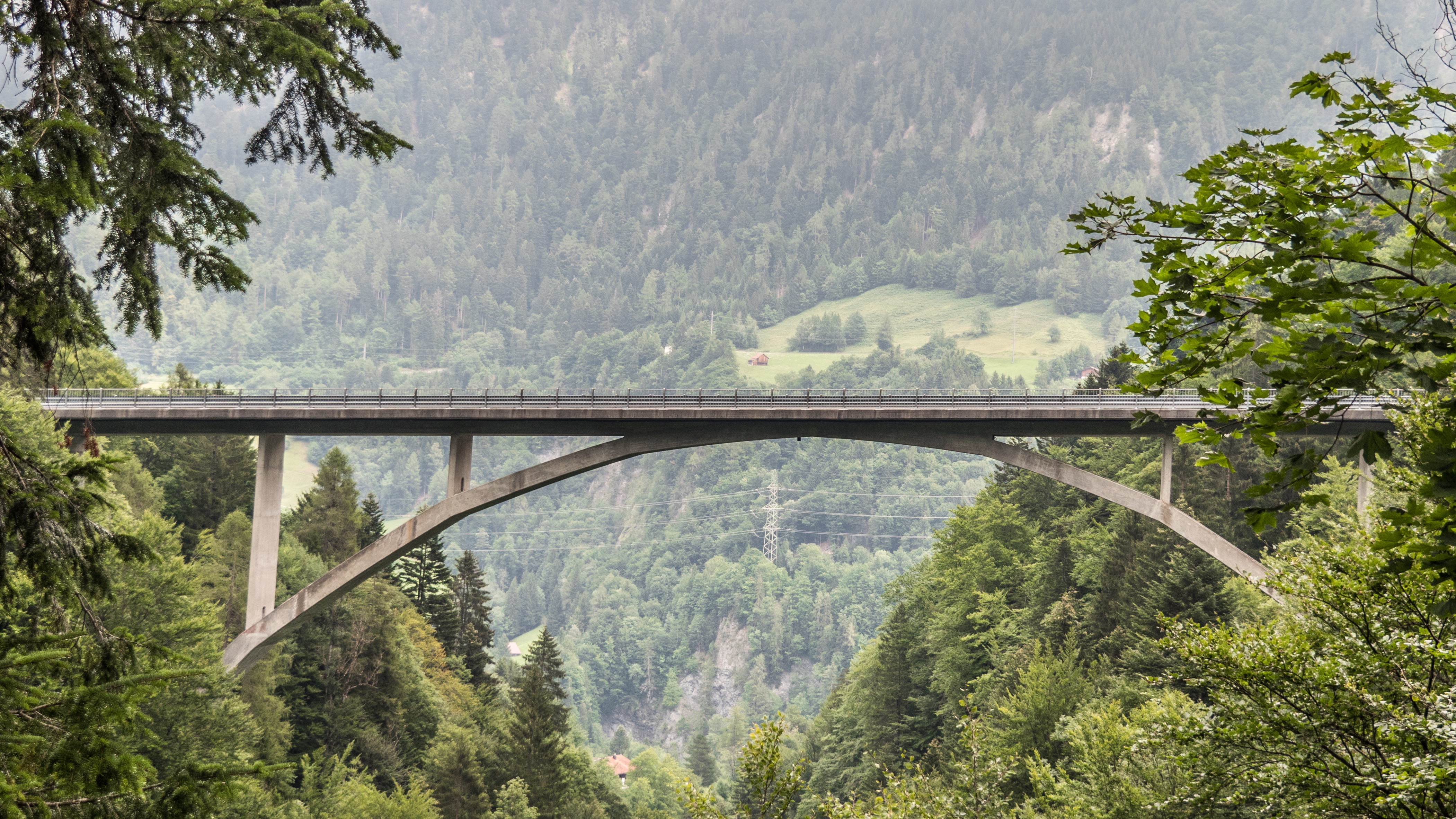
Tschennerbrücke, Stahlbetonbogenbrücke von 1983